# Paul Popowich
Paul Popowich, né le 2 mars 1973, est un acteur canadien.

## Rôle
Il joua dans de nombreuses pièces de théâtre et dans de nombreuses séries comme Beverly Hills 90210.

## Filmographie
- 1988 :  Les Aventuriers du timbre perdu (Tommy Tricker and the Stamp Traveller) de Michael Rubbo  : Cass
- 1991 : La Chambre secrète (The Hidden Room, série télévisée) : Jimmy
- 1992 : Catwalk (série télévisée) : Jesse
- 1994 : The Club de Brenton Spencer  : Greg
- 1995 : The Hardy Boys (série télévisée) : Joe Hardy
- 1996 : Alice et les Hardy Boys (Nancy Drew, série télévisée) : Joe Hardy
- 1998 : Beverly Hills 90210 (série télévisée) : Jasper McQuade
- 1998 : Nash Bridges (série télévisée) : Grant
- 1998 : Star Trek: Deep Space Nine (série télévisée) : Watters
- 1999 : Pirates of Silicon Valley (téléfilm) : Jones
- 1999 : Les Démons du maïs 6 : Gabriel
- 2000 : Destins croisés (série télévisée) : M. Smith
- 2000 : Dark Angel (série télévisée) : Darren McKennon
- 2000 : Silver Man de en:Peter Foldy : Silver Man
- 2002 : Mutant X (série télévisée) : Mark Griffin
- 2005 : Beautiful People (série télévisée) : Kevin Strong
- 2006 : Angela's Eyes (série télévisée) : Jerry Anderson
- 2006 : Confiance fatale (Fatal Trust) de Philippe Gagnon (téléfilm) : Tom
- 2007 : The Roommate de Jeff Kassel (téléfilm) : Pete
- 2007 : 'Til Death Do Us Part (série télévisée) : Lance
- 2007 : The Best Years (série télévisée) : Mick templeton
- 2007 : Mon mariage avec moi (I Me Wed) de Craig Pryce (téléfilm) : Colin
- 2014 : Un cow-boy pour Noël : Adam
- 2010 : Quand l'amour ne suffit plus : L'Histoire de Lois Wilson (When Love Is Not Enough: The Lois Wilson Story) de John Kent Harrison (téléfilm) : Rogers Burnham
- 2010 : The Bridge (série télévisée) : Tommy Dunn
- 2014 : Ma fille, ma bataille (My Daughter Must Live) (TV) : Hugh O'Malley
- 2016 : Rupture de Steven Shainberg : Cliff